# Debrőczi Tibor
Debrőczi Tibor, névváltozata: Debrőci Tibor, születési és 1945-ig használt nevén Dögl Tibor Manó Adolf (Budapest, Erzsébetváros, 1915. március 13. – Budapest, 1975. december 20.) belgyógyász, kardiológus.

## Élete
Dögl Adolf Ármin Ignác (1885–1966) császári és királyi ezredorvos és Hahn Julianna Franciska (1889–?) fiaként született. A Magyar Kegyestanítórend Budapesti Gimnáziumában kitüntetéssel érettségizett (1932). A budapesti Pázmány Péter Tudományegyetem Orvostudományi Karán folytatta tanulmányait, ahol 1938 szeptemberében avatták orvosdoktorrá. Egyetemi hallgatóként 1934–1935-ben a Bonctani-Tájbonctani Intézet, 1935 és 1937 között az Anatómiai-Tájbonctani Intézet díjtalan gyakornoka, illetve az Orvostanhallgatók Önsegélyező Egyesületének titkára volt. 1938-tól 1948-ig az I. sz. Belklinika díjtalan gyakornoka, majd fizetéstelen tanársegéde.
A második világháború idején tagja lett egy illegális ellenálló csoportnak, mely kezdetben gyógyszereket és kötszert juttatott el Tito partizánjaihoz. Később hamis papírokat gyártottak, s röplapokat osztogattak. A csoport Debrőczi apjának Apponyi téri lakásában, illetve rendelőjében jött össze. 1944 októberében és novemberében megjelentették az Ellenállás című lapot.
1945-től 1948-ig az Orvosok Szabad Szakszervezetének központi titkára volt. 1948-ban kinevezték a szekszárdi Tolnamegyei Közkórház belgyógyászati osztályának főorvosává. 1950-től 1952-ig a szőnyi járási kórház belgyógyász főorvosa, a Magyar–Szovjet Olajipari Vállalat (MASZOLAJ) üzemi orvosa volt. 1952-ben került Balatonfüredre, ahol előbb az Állami Szívkórház belgyógyász főorvosa és igazgatóhelyettese, 1955-től haláláig igazgató-főorvosa lett. Ez idő alatt kialakította a kórház szerkezeti képét (az új A és B épületek felépítésével) és szervezeti tagozódását. Hazánkban elsőként elindította a szívbetegek rehabilitációját. 1957-ben újjászervezte a háború alatt szünetelő balatonfüredi orvosgyűléseket, amelyek azóta is minden évben megrendezésre kerülnek. 1975. december 20-án öngyilkos lett.
Tagja volt az MSZMP Veszprém megyei Bizottságának, a megyei párt-végrehajtó bizottságnak, a Magyar Partizán Szövetségnek, a Hazafias Népfront megyei elnökségének, az Országos Béketanács és a Magyar Kardiológus Társaság elnökségének.
Első felesége Benkő Terézia (1917–?) volt, Benkő Zoltán és Merdler Eugénia lánya, akivel 1939. november 19-én Budapesten kötött házasságot. Második házastársa Halász Anna (1922–2018).
A balatonfüredi Lóczy Lajos úti temetőben (Balatonarács) helyezték végső nyugalomra. Síremlékét bronzból készült domborműportré díszíti, melynek alkotója Borsos Miklós szobrászművész.

## Művei
- A sinus caroticus túlérzékenységének syndromája. Gömöri Pállal. (Orvosok Lapja, 1946, 6.)
- Icterus haemolyticus ritka esete. (Orvosok Lapja, 1949, 11.)
- Állami Gyógyintézet Balatonfüred. Egészségügyi Minisztérium, 1959
- Balatonfüred gyógytényezői. Veszprém–Budapest, 1960
- Adams-Stokes-tünetcsoport ritka okai. (Magyar Belorvosi Archívum, 1964, 5.)
- Halidor hatása a lábikraizomzat vérkeringésére akut kísérletben 133Xe radioactiv szöveti clearance módszerrel. Horváth Mihállyal, Ludvigh Károlynéval. (Magyar Belorvosi Archívum, 1968, 6.)
- Szerk. A balatonfüredi Állami Kórház 20 éve. (1949–1969). Balatonfüred, 1969

## Díjai, elismerései
- Magyar Szabadság Érdemrend bronz fokozata (1947)[7]
- Kiváló orvos (1962)
- Munka Érdemrend arany fokozata (1967, 1974)
- Felszabadulási Jubileumi Emlékérem (1970)